# Atractotomus nicholi
Atractotomus nicholi är en insektsart som först beskrevs av Knight 1968.  Atractotomus nicholi ingår i släktet Atractotomus och familjen ängsskinnbaggar. Inga underarter finns listade i Catalogue of Life.